# 班納嶺
79°54′S 155°6′E / 79.900°S 155.100°E
班納嶺（英語：Banna Ridge）是南極洲的山嶺，位於奧次地，處於哈瑟頓冰川源頭，屬於不列顛嶺的一部分，海拔高度超過2,000米，現時由南極條約體系管理。